# Tritão-marmoreado-pigmeu
O tritão-marmoreado-pigmeu ou tritão-pigmeu (Triturus pygmaeus) é uma espécie de anfíbio caudado pertencente à família Salamandridae.
Em 2001 foi proposta a sua elevação a espécie, tendo anteriormente sido considerado uma subespécie de tritão-marmoreado.
Em 2023, foi proposto que as populações a sul do Rio Guadalquivir fossem consideradas uma subespécie, T. pygmaeus pygmaeus, enquanto que as populações a norte seriam de uma nova subespécie, T. p. lusitanicus. Poderão, após reanálise genética, ser elevadas a duas espécies distintas. Em 2024, foi proposta a elevação a espécie de populações a norte do Rio Tejo entre Lisboa e Aveiro, como T.rudolfi.

## Descrição
O comprimento das fêmeas atinge os 14 cm em áreas da Espanha central, no entanto no sul não passa os 10,5 cm. O seu dorso é de um verde mais ou menos vivo, dependendo da região. O ventre é branco-rosado com pintas negras e brancas. Tem a cabeça achatada e focinho arredondado. A pupila é circular e preta e a íris é dourada. A pele é algo rugosa no dorso, mas lisa no ventre. O dorso das fêmeas e juvenis está dividido ao meio por uma linha alaranjada. Nos machos, e durante a época de reprodução, desenvolve-se uma crista ao longo da coluna vertebral desde a cabeça à cauda, que apresentam riscas verticais escuras e amareladas alternadamente. A cauda dos machos é mais abobadada e apresenta uma risca branca ou prateada na região central. A cloaca difere entre os sexos, sendo menos avultada e alaranjada nas fêmeas e maior e mais escura nos machos.
Os ovos são amarelados e estão rodeados de uma substância gelatinosa. Podem ser observados à transparência na barriga das fêmeas grávidas, antes de serem depositados individualmente em folhas de vegetação aquática.

## Distribuição e habitat
Ocorre em Portugal e em Espanha, aproximadamente a sul do Rio Tejo. Em Portugal, ocorre ainda ao longo da costa desde Aveiro. A sua área de distribuição vai desde o nível do mar até aos 1450 m.
Os seus habitats naturais são: florestas temperadas, matagais mediterrânicos, rios, rios intermitentes, marismas de água doce, marismas intermitentes de água doce, terras aráveis, pastagens, jardins rurais, áreas de armazenamento de água, lagoas, escavações a céu aberto, terras irrigadas, canais e valas.
O tritão-marmoreado-pigmeu é comum em terrenos ricos em substrato silicioso. As populações presentes em solos calcários têm sofrido um declínio considerável.

## Conservação

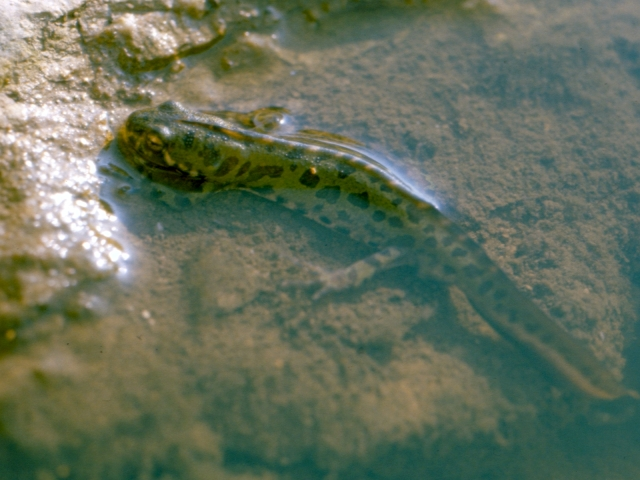
Tritão-pigmeu a sair da água

O seu estado de conservação é considerado quase ameaçado devido ao declínio observado nesta espécie, que é significativo, mas não preocupante principalmente devido à  perda de habitat, decorrente da desertificação do sul da Península Ibérica. A desertificação provoca a dessicação de charcos temporários, essenciais como locais de reprodução destes tritões.
Outras causas para o declínio incluem a predação por espécie exóticas depeixes (como Gambusia holbrooki) e lagostim (Procambarus clarkii).
O aumento da urbanização nos arredores de Madrid, também provocou várias extinções locais.